# NGC 3184
NGC 3184 (другие обозначения — UGC 5557, MCG 7-21-37, ZWG 211.38, KUG 1015+416, PGC 30087) — спиральная галактика с перемычкой (SBc) в созвездии Большая Медведица. В 1999 году в этой галактике вспыхнула сверхновая II типа; к тому же, NGC 3184 отличается высоким содержанием тяжёлых металлов.
В галактике обнаружен ультраяркий рентгеновский источник
Этот объект входит в число перечисленных в оригинальной редакции «Нового общего каталога».
В галактике вспыхнула сверхновая SN 1921C, её пиковая видимая звёздная величина составила 11,0.
В галактике вспыхнула сверхновая SN 1921B, её пиковая видимая звёздная величина составила 13,5.